# Улица Павла Андреева
У́лица Па́вла Андре́ева (до 17 мая 1963 года — Арсеньевский переу́лок) — улица в Москве, расположенная на границе Даниловского района Южного административного округа и района Замоскворечье Центрального административного округа.

## История
Улица получила название в память о Павле Андрееве (1903—1917), рабочем завода Михельсона, участнике Октябрьской революции, погибшем в боях на Остоженке (похоронен у Кремлёвской стены. До 17 мая 1963 года называлась Арсе́ньевский переу́лок (решение Мосгорисполкома от 17.05.1963 г. № 21/16) по фамилии одного из домовладельцев XVIII века. До Великой Октябрьской социалистической революции в одном из домов размещался частный музей Генриха Брокара с коллекцией живописи, древнего оружия, посуды и обширной библиотекой.

## Расположение
Улица Павла Андреева, являясь продолжением 1-го Щипковского переулка, проходит от Большой Серпуховской и Павловской улиц на запад, пересекает Люсиновскую улицу и проходит до Мытной улицы, за которой продолжается как Хавская улица. По улице Павла Андреева проходит граница между Даниловским районом Южного административного округа и районом Замоскворечье Центрального административного округа. Нумерация домов начинается от Большой Серпуховской улицы.

## Транспорт

### Метро
- Станции метро «Добрынинская» Кольцевой линии и «Серпуховская» Серпуховско-Тимирязевской линии (соединены переходом) — севернее улицы, на Люсиновской (станция «Добрынинская») и Большой Серпуховской (станция «Серпуховская») улицах
- Станция метро «Шаболовская» Калужско-Рижской линии — западнее улицы, на улице Шаболовка